# Папиташвили, Гурам Михайлович
Гурам Михайлович Папиташвили (15 апреля 1934, Грузинская ССР — 1 июля 2022) — советский тренер по дзюдо и самбо, один из основоположников дзюдо в Грузии, Заслуженный тренер СССР по самбо (1970) и дзюдо (1964).

## Карьера
Начал тренерскую деятельность в 1952 году. В 1963—1978 годах был членом тренерского штаба первой сборной команды СССР по дзюдо. В 1964—1974 годах и в 1985 году был главным тренером студенческой сборной СССР. С 1995 года работает заведующим кафедрой физического воспитания Горийского государственного университета. Кавалер ордена «Знак Почёта». В 2020 году Василий Балахадзе издал книгу «Отец грузинского дзюдо», посвящённую Гураму Папиташвили.

## Известные воспитанники
Воспитанниками Папиташвили являются олимпийский чемпион, призёр чемпионатов мира и Европы по дзюдо Шота Чочишвили, призёр чемпионатов СССР по самбо Геннадий Танделов, чемпион Европы и мира, олимпийский призёр Тенгиз Хубулури, чемпион и призёр чемпионатов СССР Вахтанг Борчашвили, чемпион Европы, призёр чемпионата мира Анзор Киброцашвили, чемпион Европы Роин Магалтадзе, призёр чемпионатов Европы, мира и Олимпийских игр Георгий Тенадзе, чемпион Европы и мира по самбо Джемал Мчедлишвили.